# Luiz Henrique Silveira Couto
Luiz Henrique Silveira Couto, noto anche con lo pseudonimo di Bagé (Bagé, 13 agosto 1967), è un ex giocatore di calcio a 5 brasiliano, campione del mondo con la nazionale brasiliana nel 1996.

## Carriera
Bagé ha partecipato al FIFA Futsal World Championship 1996 in cui il Brasile si è laureato campione del mondo per la terza volta. Si tratta dell'unico campionato del mondo disputato dal portiere gaúcho. Con la nazionale ha disputato diverse altre competizioni internazionali a partire dal Mundialito disputato a Rio de Janeiro nel 1995. Bagé ha poi fatto parte della seleção vittoriosa anche nelle Taça América nel 1996, 1997 e 1998, oltre alle presenze nei Mundialito del '96 e '98 entrambi vinti dai verdeoro.

## Palmarès
- Campionato mondiale: 1
Spagna 1996